# L2F
Protokół L2F (ang. Layer 2 Forwarding) – protokół tunelowania.
Zasadniczo protokoły typu PPTP lub opisywany Layer 2 Forwarding umożliwiają tworzenie 
tuneli typu VPN. Pomimo tego że PPTP był jednym z pionierów w sekcji standardowych protokołów tunelowania, nie jest jedynym. Cisco Systems opracowała ten konkurencyjny standard protokołu tunelowania – Layer 2 Forwarding (L2F). Podobnie jak PPTP – L2F kapsułkuje inne protokoły wewnątrz pakietów TCP/IP w celu transmisji przez Internet lub dowolne połączenie innego typu. I jeden, i drugi standard wykazuje bardzo podobne cechy, jednakże występują między nimi różnice. Wykonanie tunelowania przez protokół L2F wymaga routera, ponieważ właśnie tam operacja ta jest wykonywana, naturalnie router ten musi posiadać obsługę L2F. PPTP natomiast korzysta ze specjalnego oprogramowania po stronie klienta i serwera, i wysyła tunelowane informacje poprzez router TCP/IP. Kolejną cecha tego standardu jest to, iż Cisco działa na niższym poziomie i nie wymaga trasowania TCP/IP, co jest wymagane przy PPTP. Do tego L2F zapewnia dodatkowe bezpieczeństwo nazwom i hasłom użytkowników
znalezionym w danych protokołu PPTP. Z tego względu standardy PPTP i L2F zostały połączone przez komisję IETF. W rezultacie powstał otwarty standard o nazwie Layer 2 Tunnelling Protocol (L2TP), który łączy standardy obu firm w ramach jednego produktu. Kolejnym krokiem do usprawnienia bezpieczeństwa na poziomie VPN-ów było połączenie tunelowania z szyfrowaniem, dlatego też po pewnym czasie powstał IPsec, czyli zbiór protokołów służących implementacji bezpiecznych połączeń oraz wymiany kluczy kodowych pomiędzy komputerami. Większość dostawców urządzeń do zdalnego dostępu i routerów używa protokołów PPTP, L2F i L2TP.